# Высокое (Михайловский район, Запорожская область)
Высо́кое (укр. Високе; до 1945 года — Гохштедт; нем. Hochstädt) — село,
Высоковский сельский совет,
Михайловский район,
Запорожская область,
Украина.
Код КОАТУУ — 2323382201. Население по переписи 2001 года составляло 727 человек.
Является административным центром Высоковского сельского совета, в который, кроме того, входят сёла
Водное,
Ровное,
Соловьевка,
Суворое,
Тракторное и
Трудолюбимовка.

## Географическое положение
Село Высокое находится на расстоянии в 2,5 км от сёл Суворое и Тракторное.
По селу протекает пересыхающий ручей с запрудой.
Рядом проходит автомобильная дорога М-18 (E 105).

## История
- 1810 год — дата основания как село Гохштедт немцами-колонистами.
- В 1945 году переименовано в село Высокое[2].

## Экономика
- «Импульс», ФХ.
- «Высокое», кооператив.

## Объекты социальной сферы
- Школа.
- Детский сад.
- Дом культуры.
- Фельдшерско-акушерский пункт.
- Спортивный комплекс.

## Достопримечательности
- Братская могила советских воинов.